# Lobocleta pallida
Lobocleta pallida là một loài bướm đêm trong họ Geometridae.